# Lissonota leucopus
Lissonota leucopus là một loài tò vò trong họ Ichneumonidae.